# جولیا بارتل
جولیا بارتل هولگادو (زاده ۱۸ مه ۲۰۰۴) بازیکن فوتبال اسپانیایی است که در پست هافبک برای بارسلونا بازی می‌کند.

## دوران باشگاهی
بارتل در دورهٔ جوانی قبل از پیوستن به تیم جوانان اسپانیول برای باشگاه‌های آماتوری مانند UE Castellbisbal و Sant Cugat FC بازی کرده‌است. او در سال ۲۰۱۹ زمانی که هنوز ۱۵ ساله داشت تصمیم گرفت با بارسلونا قرارداد امضا کند. پس از دو سال بازی برای تیم‌های جوانان و ذخیره باشگاه، او اولین بازی خود را برای تیم اصلی در ۲۷ ژوئن ۲۰۲۱ مقابل ایبار انجام داد و جایگزین ویکی لوسادا، که آخرین بازی خود را برای این باشگاه انجام می‌داد، شد و بارتل درحالی که ۱۷ سال و یک ماه داشت تبدیل به چهارمین بازیکن جوانی شد که تا به حال برای تیم اصلی بازی کرده‌است. در ۱۶ آوریل ۲۰۲۲، در سومین بازی خود برای بارسا (اولین بار که در ترکیب اصلی قرار گرفت) او پس از اینکه در طول دوران حرفه‌ای خود تنها ۶۶ دقیقه برای تیم اصلی بازی کرد، یک پاس گل مقابل والنسیا برای گلی که آیتانا بونمتی به ثمر رساند، داد.

## دوران ملی
باوجود اینکه همه‌گیری کووید-۱۹ تورنمنت‌های ملی بزرگ جوانان در سال ۲۰۲۰ را به تأخیر انداخت، بارتل تجربه گسترده‌ای را در بازی برای بسیاری از سطوح نوجوانان تیم ملی اسپانیا به دست آورد. او در ۹ آوریل ۲۰۲۲ در برابر پرتغال یک گل چشمگیر به ثمر رساند و یکی از مهره‌های اصلی اسپانیا برای رسیدن به مرحله نهایی قهرمانی اروپا ۲۰۲۲ بود، که در تمام ۶ بازی اسپانیا در طول مرحله مقدماتی حضور داشت.